# Гелиады
Гелиады (др.-греч. Ἡλιάδες) — в древнегреческой мифологии дочери Гелиоса и Климены, сёстры Фаэтона (либо их земной отец — Мероп, а небесный — Гелиос). Запрягли для Фаэтона коней, несмотря на запрет отца. После гибели брата были превращены в тополя, а их слёзы превратились в янтарь.
У Гигина перечислены семь Гелиад: Меропа, Гелия, Эгла, Лампетия, Феба, Этерия, Диоксиппа. У Овидия три: Фаэтуса, Лампетия, третья не названа по имени. У Гераклита-парадоксографа три: Феба, Лампето, Эгла.
Составляли хор в трагедии Эсхила «Гелиады» (фр. 69—72 Радт). Их упоминает Еврипид. По истолкованию, бросились в Эридан, а пришедшие люди увидели три тополя.
По Диодору Гелиады — дети Гелиоса и Роды: семь сыновей — Охим, Керкаф, Тенаг, Актий, Триоп, Макарей и Кандал, и одна дочь — Электриона, жившие на острове Родос.
Когда Гелиады возмужали, Гелиос сообщил им, что богиня Афина будет с теми, кто первым принесёт ей жертвоприношение. То же самое было объявлено жителям Аттики. Гелиады принесли жертвы, но забыли в спешке зажечь огонь, а царствовавший тогда в Афинах Кекроп совершил жертвоприношение по всем правилам — при зажжённом огне, но позже братьев. Поэтому на Родосе установился особый обряд жертвоприношений, а богиня обосновалась на острове.
Братья превосходили всех прочих людей в различных науках, особенно в астрологии, сделали много открытий в области мореплавания, а также разграничили время на часы. Тенаг был самым одарённым из них, за что был убит четырьмя своими братьями из зависти. После того, как преступление раскрылось, виновные бежали с Родоса: Макарий — на Лесбос, Кандал — на Кос, Триоп — в Карию, а Актий — в Египет, где основал город Гелиополь, который назвал в честь своего отца. Охим и Керкаф не принимали участия в убийстве, поэтому остались на Родосе.
В поэме Парменида девы-Гелиады вели его от тьмы к свету, к богине Дике (Правде).

## Имена Гелиад
- Аретуса[10]
- Астерия. Жена Гидаспа, мать Дериада
- Гелия
- Диоксиппа
- Лампетия[4](Лампето) «сияющая». Дочь Гелиоса и Неэры, пасёт коров.[11]. Превратилась в тополь, оплакивая Фаэтона[12]. У Фульгенция Лампефуса[10]
- Меропа. Гелиада[13][4]
- Феба[4]. Превратилась в тополь[14]
- Эгиалея
- Эгла
- Этерия (Эферия)[4].

## Гелиады в астрономии
- В честь Астерии назван астероид (658) Астерия, открытый в 1908 году.